# Živa Kraus
Živa Kraus (née le 4 octobre 1945 à Zagreb) est une peintre, graveur et photographe italienne d'origine croate, propriétaire d'une galerie,
Elle est la fille d'Ivo Kraus et Herma Delpin.

## Biographie
Le père de Živa était un avocat de procureur, et l'un des premiers présidents de la Galerie d'art contemporain de Zagreb. Sa mère, Herma, médecin de profession, a été ministre de la Santé.
Durant la Seconde Guerre mondiale, elle est arrêtée près de Ljubljana, puis s'installe à Italie, puis en Suisse, où elle a rencontré Ivo, lui-même réfugié, près du lac Léman.
À seulement 16 ans, elle voyage pour la première fois seule avec son frère jumeau Ognjen Kraus en Italie.
Elle a étudié la peinture à l'Académie des Beaux-Arts de Zagreb et a organisé elle-même sa première exposition indépendante.
Vers ses 26 ans, à la fin de 1971, elle s'installe à Venise et étudie à l'Académie locale des Beaux-Arts. Là-bas, elle connaît Peggy Guggenheim qui veut devenir son assistant pour sa collection à la Collection Peggy Guggenheim, l'un des plus importants musées italiens sur l'art européen et américain de la première moitié du XXe siècle.
Aussi Carlo Cardazzo le voulait pour sa Galerie del Cavallino à Venise.

## Ikona Photo Gallery

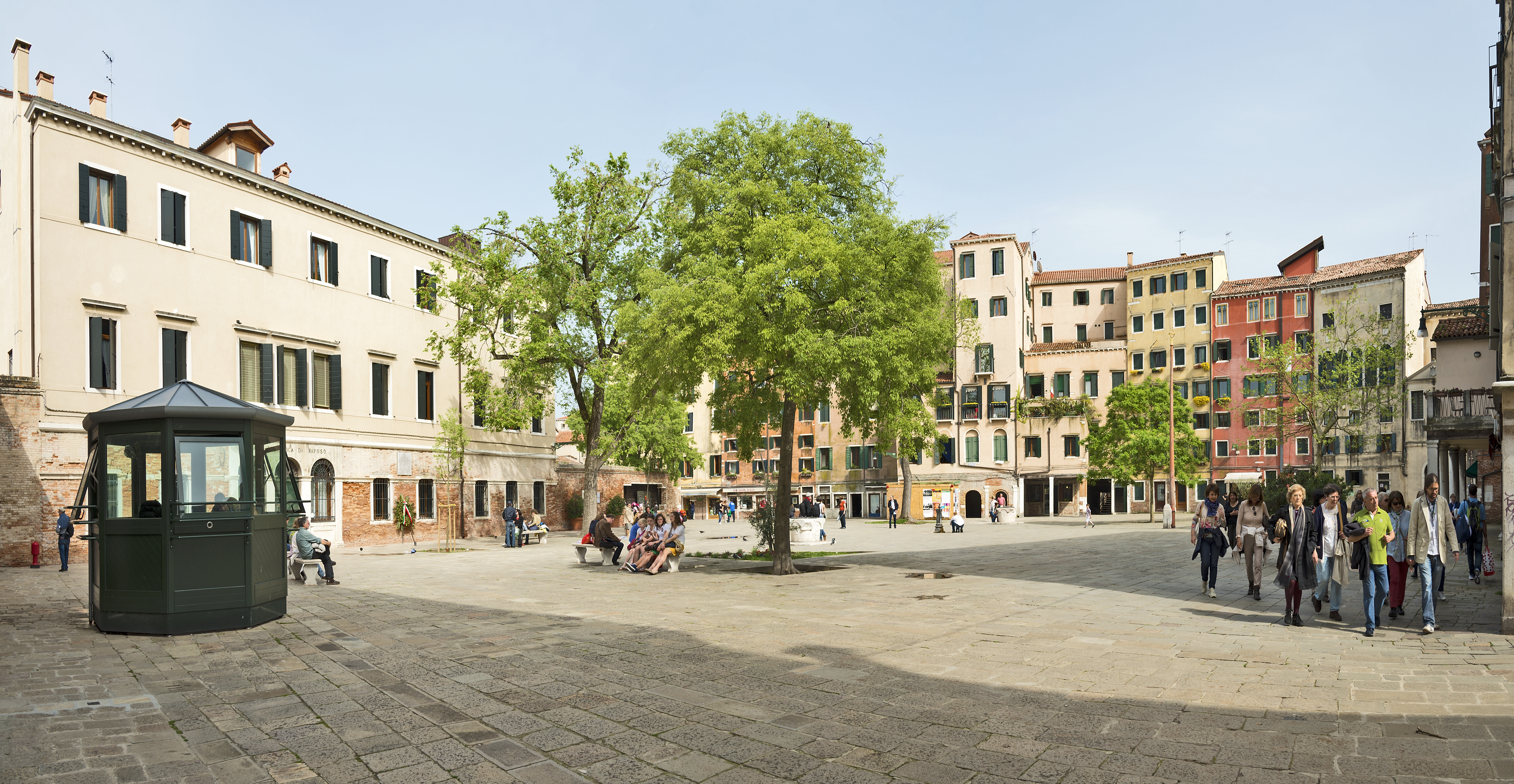
Venise, Campo del Ghetto Nuovo

En 1978, elle fut curatrice du catalogue de la XXXVIII Exposition International d'Art de Venise (2 juillet - 15 octobre 1978) intitulé De la nature à l'art, de l'art à la nature.
À la suite de l'expérience de Venise '79. La Photographie, Festival mondial de photo organisé par la Municipalité de Venise en collaboration avec l'International Center of Photography de New York, à l'époque dirigé par Cornell Capa, ont été faites les premières expositions photographiques dans le but de l'enquête philologique exhaustive. Živa Kraus fondée à Venise, sur le pont de San Moise, Ikona Photo Gallery qui recueille et poursuit le processus culturel, grâce à la collaboration du Musée Fortuny de Venise, délégué à organiser des examens de photographie à partir du XIXe siècle expériences garde, pour commencer une nouvelle photo même en Italie.
« Chacun peut avoir son mémoire sur Venise, ou un journal, mais c'est une autre chose. La beauté de Venise est à Venise même, une harmonie avec la nature et le cosmos. La beauté dans l'œuvre de l'artiste, c'est qu'il faut créer, vous devez passer à travers lui que l'ajout d'une nouvelle harmonie, Venise il ne peut y donner sa beauté. Je regarde toujours à Venise d'en haut et ci-dessous et vifs, comme le soulignent sommet d'une pyramide qui est en fait sous l'eau. »
Elle a été curatrice de la Biennale de Venise et commissaire d'expositions, souvent consacrées à des artistes de l'ex-Yougoslavie. Elle a présenté des workshops et des anthologies des plus grands photographes du monde à la galerie Ikona de Venise et à la galerie Sébastien de Dubrovnik: Gisèle Freund, Helmut Newton, William Klein, Lisette Model, Helen Levitt, Martine Franck, Berenice Abbott, Paolo Monti, Gianni Berengo Gardin, Giorgia Fiorio et bien d'autres.